# Bernhard Horsthemke

Bernhard Horsthemke

Bernhard Horsthemke (* 16. Februar 1953 in Ahlen) ist ein deutscher Humangenetiker und Hochschullehrer an der Universität Duisburg-Essen.

## Leben
Bernhard Horsthemke studierte von 1972 bis 1978 Chemie an der Technischen Universität Berlin und schloss 1978 das Studium mit einem Diplom in Chemie ab. Seine Doktorarbeit zum Thema Charakterisierung einer Luliberin spaltenden Endopeptidase fertigte er am Institut für Biochemie der Technischen Universität Berlin an und schloss diese mit der Promotion zum Dr. rer. nat. 1982 ab. Von 1982 bis 1984 arbeitete er als Postdoktorand am Institut für Biochemie an der Technischen Universität Berlin und von 1984 bis 1986 als Postdoktorand am Biochemistry Department an der St. Mary’s Hospital Medical School in London in England mit dem Schwerpunkt Gendefekte bei familiärer Hypercholesterinämie.
Bernhard Horsthemke leitete von 1986 bis 1992 das Molekulargenetische Labor des Instituts für Humangenetik an der Universität Essen. Seine Habilitation in Humangenetik erfolgte 1989 ebenfalls an der Universität Essen mit dem Thema Molekulare Charakterisierung und präklinische Diagnose von Mutationen bei hereditärem Retinoblastom. Von 1992 bis 2000 arbeitete er als Professor (C3) für Humangenetik an der Universität Essen. 2000 wurde Bernhard Horsthemke als Professor (C4) für Humangenetik an die Universität Duisburg-Essen berufen. Bernhard Horsthemke leitete von 2001 bis 2019 als Direktor das Institut für Humangenetik am Universitätsklinikum Essen. Zusätzlich war er von 2017 bis 2020 als Gastprofessor an der Universität Münster.

## Wissenschaftliches Wirken
Der Hauptschwerpunkt Horsthemkes ist die Erforschung der Genetik und Epigenetik menschlicher Erkrankungen. Er hat auch die Entwicklung neuer Methoden vorangetrieben.

### Genomisches Imprinting
In der Humangenetik fanden insbesondere seine Arbeiten zum genomischen Imprinting der Prader Willi/Angelman Region auf Chromosom 15 international große Anerkennung. Aufbauend auf Untersuchungen an familiären Fällen von Imprintingerkrankungen gelang es Bernhard Horsthemke ein genetisches Element zu definieren, das Imprinting-Zentrum (IC), das die DNA-Methylierung, die Chromatinstruktur und die Genexpression dieser Region reguliert. Er fand heraus, dass Mutationen des Imprinting-Zentrums symptomlos über die Keimbahn eines Geschlechts übertragen werden können, bei der Ausbildung des Imprints in der Keimbahn des anderen Geschlechts jedoch Fehler verursachen. Zur Beantwortung wissenschaftlicher Fragen hat Bernhard Horsthemke auch neue Technologien zum Nachweis von DNA-Methylierungsmustern eingesetzt und weiter entwickelt. Insbesondere der vom Team entwickelte, PCR basierte Test (MSP; Bisulfit-Sequenzierung) zur Diagnostik des Prader-Willi/Angelman Syndroms, der einen schnellen Nachweis der krankheitsspezifischen Methylierungsmuster erlaubte, fand über viele Jahre in der Routinediagnostik breite Anwendung.

### Epigenetische Veränderungen in der Tumorentstehung
Weiterhin befasste er sich intensiv mit der Rolle der DNA-Methylierung bei Tumorerkrankungen. Sehr früh erkannte er am Beispiel des Retinoblastoms, dass die Inaktivierung von Tumorsuppressorgenen, ein bedeutender Mechanismus der Tumorentstehung, nicht nur durch Sequenzmutationen, sondern auch durch somatische Promotor-Methylierung hervorgerufen werden kann.

### Genomweite Methylierungsanalysen
Geleitet von seinem Interesse an der Epigenetik, insbesondere der DNA-Methylierung, gehörte er zu den Ersten, die die NGS Technologien (DNA-Sequenzierung#Sequenzierungsmethoden) nutzten, um genomweite Methylierungsanalysen an humanen Genomen durchzuführen. Für den punktuellen Nachweis von DNA-Methylierungsmustern entwickelte er zudem die ultra-tiefe, Locus-spezifische DNA-Methylierungsanalyse. Mit dieser Methode kann die DNA-Methylierung an einem vorgegebenen Lokus sehr präzise, quantitativ und allel-spezifisch bestimmt werden.

### Theoretisch-konzeptionelle Beiträge zur Epigenetik
In den letzten Jahren hat er sich verstärkt in die wissenschaftliche Diskussion zur Rolle epigenetischer Veränderungen bei der Entstehung und Vererbung von Eigenschaften und Erkrankungen eingebracht. Er vertritt die Meinung, dass das Epigenom hauptsächlich durch die DNA-Sequenz und durch die Transkription geformt wird und kritisiert das weit verbreitete Missverständnis, dass Chromatinveränderungen eine eigene Ebene der Genregulation darstellen die über Generationen (transgenerationalen Vererbung beim Menschen) hinweg vererbt werden können. Auch auf methodische Mängel in epigenetischen Studien, wie beispielsweise mangelnde Berücksichtigung genetischer Variation und variabler Zellzusammensetzung, die zu Fehlinterpretationen führen können, hat er wiederholt hingewiesen.

### Genetische Veränderungen in der Tumorprogression
Knapp die Hälfte aller Patienten mit einem Aderhautmelanom, dies ist ein bösartiger Tumor des Auges, zeigt in zytogenetischen Untersuchungen der Tumorzellen einen Verlust eines Chromosoms 3 (Monosomie 3). In Zusammenarbeit mit Wissenschaftlern aus anderen Disziplinen (Onkologie, Ophthalmologie und Epidemiologie) entdeckten Bernhard Horsthemke und Gabriele Prescher, dass diese zytogenetische Veränderung eine einzigartige prognostische Relevanz hat. Diese Entdeckung führte zur Entwicklung eines zuverlässigen prognostischen Tests, der in der klinischen Routine Verwendung findet und Aderhautmelanompatienten Auskunft über ihr Metastasierungsrisiko gibt.

### Identifikation von Krankheitsgenen mittels neuer Methoden
Basierend auf der Annahme, dass Erkenntnisgewinn in der Wissenschaft häufig mit dem Einsatz neuer Technologien einhergeht, hat er sich intensiv mit der Entwicklung neuer Methoden beschäftigt. Viele Jahre vor Sequenzierung des Humangenoms, erregte er Aufsehen mit Mikroklonierungstechniken zur Gewinnung von DNA-Sonden aus kleinen, definierten Chromosomenbereichen, die per Mikrodissezierung aus gebänderten Metaphase-Chromosomen herausgeschnitten wurden. Hierfür hat er die weltweit erste universelle PCR-Methode entwickelt, mit der man DNA unbekannter Sequenz amplifizieren konnte. Mikroklonierungstechniken waren wesentlich für den Erfolg vieler anderer Arbeitsgruppen. In seiner eigenen Arbeitsgruppe war diese Methode essentiell für die Identifizierung der Gene, die ursächlich für eine Form der Disposition zu Multiplen Kartilaginäre Exostosen (EXT1) und für das Tricho-rhino-phalangeales Syndrom1 (TRPS1) sind.

## Auszeichnungen
- 1984–1986 Stipendiat der European Molecular Biology Organisation (EMBO)
- 2004 Auszeichnung durch die Europäische Gesellschaft für Humangenetik (ESHG)
- 2004 Aufnahme in die Nationale Akademie der Wissenschaften LEOPOLDINA[12]
- 2007 Dr. Claudia Benton Award for Scientific Research, Angelman Syndrome Foundation USA
- 2016 Ehrenmedaille und Ehrenmitgliedschaft der Deutschen Gesellschaft für Humangenetik[13]

## Belege
1. ↑  Karin Buiting, Shinji Saitoh, Stephanie Gross, Bärbel Dittrich, Stuart Schwartz, Robert D. Nicholls, Bernhard Horsthemke: Inherited microdeletions in the Angelman and Prader–Willi syndromes define an imprinting centre on human chromosome 15. In: Nature Genetics. Band 9, Nr. 4, 1995, ISSN 1546-1718, S. 395–400, doi:10.1038/ng0495-395.
2. ↑  Michael Zeschnigk, Christina Lich, Karin Buiting, Walter Doerfler, Bernhard Horsthemke: A Single-Tube PCR Test for the Diagnosis of Angelman and Prader-Willi Syndrome Based on Allelic Methylation Differences at the SNRPN Locus. In: European Journal of Human Genetics. Band 5, Nr. 2, 2019, ISSN 1018-4813, S. 94–98, doi:10.1159/000484740 (Methylierungstest zum Nachweis von Prader-Willi-Syndrom und Angelman-Syndrom).
3. ↑  Valerie Greger, Eberhard Passarge, Wolfgang Höpping, Elmar Messmer, Bernhard Horsthemke: Epigenetic changes may contribute to the formation and spontaneous regression of retinoblastoma. In: Human Genetics. Band 83, Nr. 2, 1989, ISSN 1432-1203, S. 155–158, doi:10.1007/BF00286709.
4. ↑  Michael Zeschnigk, Marcel Martin, Gisela Betzl, Andreas Kalbe, Caroline Sirsch, Karin Buiting, Stephanie Gross, Epameinondas Fritzilas, Bruno Frey, Sven Rahmann, Bernhard Horsthemke: Massive parallel bisulfite sequencing of CG-rich DNA fragments reveals that methylation of many X-chromosomal CpG islands in female blood DNA is incomplete. In: Human Molecular Genetics. Band 18, Nr. 8, 2009, ISSN 1460-2083, S. 1439–1448, doi:10.1093/hmg/ddp054.
5. ↑  Elsa Leitão, Jasmin Beygo, Michael Zeschnigk, Ludger Klein-Hitpass, Marcel Bargull, Sven Rahmann, Bernhard Horsthemke: Epigenome Editing: Methods and Protocols. Springer, New York, NY 2018, ISBN 978-1-4939-7774-1, Locus-Specific DNA Methylation Analysis by Targeted Deep Bisulfite Sequencing, S. 351–366, doi:10.1007/978-1-4939-7774-1_19.
6. ↑  Bernhard Horsthemke: A critical view on transgenerational epigenetic inheritance in humans. In: Nature Communications. Band 9, Nr. 1, 2018, ISSN 2041-1723, S. 2973, doi:10.1038/s41467-018-05445-5, PMID 30061690.
7. ↑  Bernhard Horsthemke: A critical appraisal of clinical epigenetics. In: Clinical Epigenetics. Band 14, Nr. 1, 2022, ISSN 1868-7083, S. 95, doi:10.1186/s13148-022-01315-6, PMID 35902960.
8. ↑  G. Prescher, N. Bornfeld, H. Hirche, B. Horsthemke, K.H. Jöckel, R. Becher (1996) Prognostic implications of monosomy 3 in uveal melanoma. Lancet 347(9010):1222-1225 https://pubmed.ncbi.nlm.nih.gov/8622452/
9. ↑  Hermann-Josef Lüdecke, Gabriele Senger, Uwe Claussen, Bernhard Horsthemke: Cloning defined regions of the human genome by microdissection of banded chromosomes and enzymatic amplification. In: Nature. Band 338, Nr. 6213, 1989, ISSN 1476-4687, S. 348–350, doi:10.1038/338348a0.
10. ↑  Jung Ahn, Hermann-Josef Lüdecke, Steffi Lindow, William A. Horton, Brendan Lee, Michael J. Wagner, Bernhard Horsthemke, Dan E. Wells: Cloning of the putative tumour suppressor gene for hereditary multiple exostoses (EXT1). In: Nature Genetics. Band 11, Nr. 2, 1995, ISSN 1546-1718, S. 137–143, doi:10.1038/ng1095-137.
11. ↑  Parastoo Momeni, Gernot Glöckner, Olaf Schmidt, Diane von Holtum, Beate Albrecht, Gabriele Gillessen-Kaesbach, Raoul Hennekam, Peter Meinecke, Bernhard Zabel, André Rosenthal, Bernhard Horsthemke, Hermann-Josef Lüdecke: Mutations in a new gene, encoding a zinc-finger protein, cause tricho-rhino-phalangeal syndrome type I. In: Nature Genetics. Band 24, Nr. 1, 2000, ISSN 1546-1718, S. 71–74, doi:10.1038/71717.
12. ↑  Curriculum Vitae Professor Dr. Bernhard Horsthemke. auf leopoldina.org (englisch).
13. ↑  Laudatio für Bernhard Horsthemke. Deutsche Gesellschaft für Humangenetik (GfH), 16. März 2016.

| Personendaten    | Personendaten            |
| ---------------- | ------------------------ |
| NAME             | Horsthemke, Bernhard     |
| KURZBESCHREIBUNG | deutscher Humangenetiker |
| GEBURTSDATUM     | 16. Februar 1953         |
| GEBURTSORT       | Ahlen                    |